# Alpha Bank România
Alpha Bank Romania a fost o bancă universală din România, având sediul în București și activând pe piața românească din 1994. Banca este o filială a Alpha Bank Group, unul dintre cele mai mari grupuri bancare și financiare din Grecia.
Inițial, Alpha Bank a intrat pe piața din România prin înființarea Băncii București, în parteneriat cu Banca Europeană pentru Reconstrucție și Dezvoltare. Începând cu anul 1994, această nouă bancă și-a început activitatea, iar în anul 2000 a fost redenumită în Alpha Bank Romania.

## Istoric
- 1994: Înființarea Alpha Bank în România, sub denumirea de Banca București.
- 2000: Redenumirea Băncii București în Alpha Bank Romania.
- 2001: Lansarea creditului Alpha 810 Housing, primul credit ipotecar pe o perioadă de 10 ani.
- 2002: Inaugurarea Sediului Central al Alpha Bank Romania.
- 2005: Alpha Bank AE devine acționar majoritar, deținând 99.43% din acțiunile Alpha Bank Romania.
- 2007: Alpha Bank începe să ofere Alpha Dreams, Planul de economisire pentru copii.
- 2013: Lansarea unei noi soluții de autentificare pentru Alpha Click, serviciul de internet banking, bazată pe coduri unice de securitate.
- 2017: Alpha Bank devine prima bancă din România care atrage capital de pe piețele străine cu produse proprii.
- 2019: Alpha Bank Romania lansează primul program de obligațiuni ipotecare în valoarea de 1 miliard de euro.
- 2023: Grupul Alpha Bank anunță un parteneriat strategic cu UniCredit S.p.A., care implică vânzarea entităților sale românești către subsidiara românească a Grupului UniCredit, UniCredit Bank România. Grupul Alpha Bank urmând să primească 9.9% din entitatea combinată a celor companii.[1]

- 2025: UniCredit Bank România absoarbe Alpha Bank România.[3][4]

## Alpha Bank Group
Alpha Bank Group este fondat în 1879 de către J.F. Costopoulos și operează în multe țări, inclusiv Grecia, Regatul Unit, Luxemburg și Cipru.